# Gláucia Soutinho
Gláucia Tinoco Arpon Soutinho (Rio de Janeiro, 27 de setembro de 1970) é uma psicóloga, treinadora e ex-praticante de nado sincronizado brasileira. Representou o Brasil nos Jogos Olímpicos de Verão de 1992, em Barcelona.

## Biografia
Começou a nadar aos nove anos, no Tijuca, mas também praticava ginástica rítmica. Depois, se interessou pelo nado sincronizado.
Ao participar da seletiva para a seleção juvenil, transferiu-se para o Fluminense. Com 15 anos, disputou o Campeonato Mundial de Esportes Aquáticos de 1986, na Espanha. Participou dos Jogos Pan-Americanos de 1987, em Indianápolis, e dos Jogos Pan-Americanos de 1991, em Havana, neste último ficando em sexto lugar.
Disputou o dueto no Campeonato Mundial de Esportes Aquáticos de 1991, na Austrália, ficando em 14º lugar. Em 1992, foi medalha de ouro no solo durante o Campeonato Sul-Americano, em Medellín, na Colômbia.
Teve bom desempenho em competições europeias, atingindo as finais nas disputas realizadas em Roma e em Mallorca. Com isso, garantiu a convocação para os Jogos Olímpicos de Verão de 1992, em Barcelona. Disputou a competição olímpica do solo e ficou na 16ª posição.
Após encerrar a carreira, graduou-se em educação física e em psicologia. Como treinadora, comandou competições pelo Fluminense e pela seleção brasileira.